# Mason Daring
Mason Daring est un compositeur américain de musiques de films, né le 21 septembre 1949 à Philadelphie, en Pennsylvanie (États-Unis).

## Filmographie

### comme compositeur
- 1980 : Return of the Secaucus 7
- 1983 : Lianna
- 1984 : The Brother from Another Planet
- 1985 : Osa
- 1985 : Key Exchange
- 1987 : La Sépulture (Shallow Grave)
- 1987 : Matewan
- 1988 : Jenny's Song (TV)
- 1988 : Les Coulisses de l'exploit (Eight Men Out)
- 1989 : Day One (TV)
- 1989 : Curse of the Corn People (TV)
- 1990 : Little Vegas
- 1990 : Murder in Mississippi (en) (TV)
- 1991 : À cœur vaillant rien d'impossible (Wild Hearts Can't Be Broken)
- 1991 : Dogfight
- 1991 : City of Hope
- 1992 : Un fils en danger (Fathers & Sons)
- 1992 : Passion Fish
- 1993 : Ed and His Dead Mother
- 1993 : The Ernest Green Story (en) (TV)
- 1993 : L'Enfance mise à prix (Stolen Babies) (TV)
- 1993 : The Last Outlaw (en) (TV)
- 1994 : On Promised Land (TV)
- 1994 : Au bout de l'impasse (Getting Out) (TV)
- 1994 : Le Secret de Roan Inish (The Secret of Roan Inish)
- 1994 : Something Wilder (série TV)
- 1995 : Young at Heart (TV)
- 1995 : The Old Curiosity Shop (TV)
- 1995 : She Lives to Ride
- 1995 : Letter to My Killer (TV)
- 1996 : Lone Star
- 1996 : The Great War and the Shaping of the 20th Century (feuilleton TV)
- 1996 : L'Amérique aux deux visages (Hidden in America) (TV)
- 1997 : Prefontaine
- 1997 : Hitchhiking Vietnam: Letters from the Trail (TV)
- 1997 : Men with Guns de John Sayles
- 1997 : Cold Around the Heart
- 1997 : Dead by Midnight (TV)
- 1997 : The Ripper (TV)
- 1998 : Les Yeux du passé (Evidence of Blood) (TV)
- 1998 : Sexe et autres complications (The Opposite of Sex)
- 1999 : Le Choix d'une vie (A Walk on the Moon)
- 1999 : Limbo
- 1999 : La Musique de mon cœur (Music of the Heart)
- 2000 : George Wallace: Settin' the Woods on Fire
- 2000 : Où le cœur nous mène (Where the Heart Is)
- 2000 : Expired
- 2001 : Private Lies (TV)
- 2001 : Trop c'est trop (Say It Isn't So)
- 2001 : Bailey's Mistake (TV)
- 2001 : Ruby's Bucket of Blood (TV)
- 2002 : Bienvenue chez Trudy (Tru Confessions) (TV)
- 2002 : Sunshine State
- 2002 : The Pennsylvania Miners' Story (en) (TV)
- 2003 : America's Prince: The John F. Kennedy Jr. Story (TV)
- 2003 : Une équipe de chefs (Eddie's Million Dollar Cook-Off) (TV)
- 2003 : Casa de los babys
- 2004 : The Forgetting: A Portrait of Alzheimer's (TV)
- 2004 : Silver City
- 2006 : Walker Payne

### comme acteur
- 1987 : Matewan : Picker
- 1991 : City of Hope : Peter